# Ђорђе Шијачки
Ђорђе Шијачки (Нови Сад, 13. јун 1947) српски је атомски физичар и професор на Физичком факултету Универзитета у Београду.

## Биографија
Рођен је у Новом Саду 1947. године. Живео је у Сремским Карловцима, где му је отац Мирко био директор Карловачке гимназије и предавао математику, а мајка Милена српски језик и књижевност.
Породица Шијачки се потом сели у Сремску Митровицу, затим у Бачку Паланку па у Београд.
Завршио је Електротехнички факултет Универзитета у Београду Одсек техничке физике. Студије електротехнике је завршио као најбољи студент генерације. Запослио се у теоријској групи Физичке лабораторије у Винчи. Уписавши последипломске студије теоријске физике на Физичком факултету, вратио се изворима ове науке. Био је студент прве генерације на смеру који су формирали професори Милан Вујичић, Федор Хербут и Звонко Марић.
Његова докторска дисертација је изазвала велики интерес истраживача не само у нуклеарној и физици честица, који су радили на проблемима ”ротационих врпци” и Реџе трајекторија хадрона, већ и у математичкој физици и увела младог докторанда у светску орбиту. Шијачки је “разрешио конфузију око спинорских репрезентација”, дошао до комплетног скупа решења и објаснио зашто је један број ранијих радова био нетачан. По повратку у земљу и одслужења војног рока у морнарици, у Винчи, а касније на Институту за физику, бави се међусобно повезаним областима: репрезентацијама СЛ(н,Р) симетрија, класификацијом хадрона (јако интерагујућих нуклеарних честица), генерализацијом Ајнштајнове опште теорије релативности и симетријама екстендираних објеката (струне, мембране) - колико је могуће, увек из “свог угла” (хромо-гравитација је био потпуно нов приступ физици нуклеарних сила, тј. јаких интеракција).
Професор Шијачки се посебно заинтересовао за проблем спинора у теорији гравитације. И ту је, због неких знања о светским спинорима, проблем посматрао из “мало дугачијег” угла. “При преласку са специјалне на општу теорију релативности Ајнштајн је увео физичка поља тзв. светских тензора, која описују бозонску материју. Фермионска материја се у Ајнштајновој теорији суштински и даље описује коришћењем специјалне релативности. Испоставља се да је суштински опис фермионских поља у закривљеном простору дат објектима са бесконачно компоненти, описаних симетријама које сам почео да истражујем радећи докторат. Рад на гравитацији је постао нова инспирација за даље проучавање тих симетрија и њихових примена у опису основне материје у микросвету закривљеног простор-времена. Комплетирао сам слику материје у квантној релативистичкој физици уводећи светске спиноре, чиме се, уз светске тензоре, добија јединствен опис материје”.
Шијачки је успео да нађе “уопштење” чувене Диракове једначине на бесконачно-компонентне светске спиноре у три просторно-временске димензије. “Моје дубоко уверење је”, каже, “да ће светски спинори имати значајну улогу у формулисању будуће квантне теорије гравитације, највечег изазова савремене теоријске физике“.
Са Израелцем Јувалом Нојманом, оцем симетрија елементарних честица, радио је на проблему класификације хадрона. „Експериментално је откривено да ових честица, као што су протон и неутрон, има на стотине и поставља се питање увођења њихове организације слично реду у свету атома који је увео Мендељејев. Користећи СЛ(4,Р) релативистичко уопштење СЛ(3,Р) симетрије, које сам предложио у докторској тези, дошли смо до класификационе шеме хадрона која се слаже са експериментом. У даљем раду смо, полазећи од фундаменталне теорије квантне хромо динамике (QЦД), која описује нуклеарне интеракције кваркова, формулисали динамичку теорију, ‘хромо-гравитацију'. Хромо-гравитација је дала динамичко оправдање за нашу класификацију хадрона и омогућила извођење чувене релације између масе и спина хадрона који се налазе на тзв. Реџе трајекторијама. Спектар хадрона, везаних стања кваркова, није могуће теоријски израчунати директно полазећи од QЦД теорије због јачине саме интеракције (“заробљавање” кваркова). Показали смо да се, на растојањима кваркова када интеракција расте и долази до формирања хадрона, теорија може приближно математички описати формализмом опште теорије релативности и тако дошли до хромо-гравитације.
Припада тиму истраживача из Института за физику, који учествује у раду АТЛАС колаборације у истраживањима на Великом хадронском сударачу (ЛХЦ) у Европском центру за нуклеарна истраживања (ЦЕРН) у Женеви.
На Физичком факултету је засновао предмете Симетрија елементарних честица и Теорија елементарних честица а на постдипломским студијама, готово четврт века, руководи смером Теоријска физика елементарних честица и гравитације.
Ђорђе Шијачки је провео по месец дана или дуже у више познатих светских центара: Institute des Hautes Etudes Scientifiques, Bures sur Yvette, Француска, Centre de Recherches Mathématiques, University of Montreal, Канада, CERN, Женева, Швајцарска, Виша нормална школа, Париз, Француска, Brown University, Провиденс, САД, International Centre for Theoretical Physics, Трст, Италија. Дуже време је боравио на: Duke University, Дурам, САД, Institute für Theoretische Physik, Universität zu Köln, Келн, Немачка (6 месеци), и Sackler Institute for Advanced Studies, Tel Aviv Univestity, Тел Авив, Израел.